# Junta homocinética

Junta homocinética de seis bolas.

La junta homocinética, conocida en algunos lugares de Sudamérica como tripoide o triceta, es una pieza de transmisión mecánica, que unida al palier de transmisión permite conectar dos ejes discontinuos dispuestos longitudinalmente, de modo que la velocidad de giro entre ellos sea igual en todo momento. El palier de transmisión de las ruedas se conecta por uno de sus extremos con el diferencial y por el otro con el buje de la rueda. Esta transmisión está sometida a los movimientos oscilatorios de la suspensión y los movimientos giratorios de la dirección, y por lo tanto debe ser articulada. La junta homocinética es una unión articulada, una especie de rótula compleja, que permite estos movimientos sin que por ello las ruedas pierdan tracción ni sufran las transmisiones.

## Historia

Junta universal (cardán), uno de los primeros diseños para transmitir el giro entre dos ejes en ángulo.

El cardán, uno de los primeros medios de transmisión de potencia entre dos ejes en ángulo, lo inventó Gerolamo Cardano en el siglo XVI. El hecho de que no mantuviera una velocidad constante durante la rotación lo reconoció Robert Hooke en el siglo XVII, quien propuso la primera junta de velocidad constante, consistente en dos articulaciones de cardán desplazadas 90 grados, para anular las variaciones de velocidad. Este es el "doble cardán", que se muestra más adelante. Desde entonces se han inventado muchos tipos diferentes de juntas de velocidad constante.

## Primeros sistemas de accionamiento automotriz
Los primeros sistemas de tracción delantera, tales como los usados en el Citroën Traction Avant y los ejes delanteros de Land Rover y vehículos similares de tracción a las cuatro ruedas, usaban cardanes, donde un pivote de metal en forma de cruz se asienta entre dos portadores bifurcados. Estas no son juntas homocinéticas, ya que, a excepción de configuraciones específicas, producen una variación de la velocidad angular. Son simples de fabricar y pueden ser tremendamente fuertes, y todavía se utilizan para proporcionar un acoplamiento flexible en algunos árboles de transmisión sencillos, donde no se alcanzan velocidades de giro elevadas. Sin embargo, tienden a presentar puntos muertos y es difícil hacerlos girar cuando se operan en ángulos extremos.

## Tipos
La primera posibilidad de lograr una junta homocinética es utilizando un cardán doble. En este caso, los cambios instantáneos de la velocidad angular de uno de los cardanes y trasmitidos al cuerpo común, son compensados en sentido contrario por el otro, de manera que las velocidades angulares instantáneas de los árboles de entrada y salida son iguales en todo momento. Este acoplamiento simple, robusto y duradero se usa en ocasiones para la trasmisión de la potencia en los puentes motores de palieres desnudos en los automóviles, pero tienen el inconveniente de que su longitud es relativamente grande y, cuando el espacio es muy reducido, no son utilizables.
También otro inconveniente de este tipo de unión es que no permiten movimiento axial relativo entre los árboles transmisor y trasmitido, por lo que si esta condición es necesaria en el trabajo, hay que dotar al sistema de algún acoplamiento desplazable intermedio que permita el cambio de longitud.

### Junta homocinética Glaencer-Spicer
Consiste en dos juntas cardán unidas por una pieza de doble horquilla, de forma que el giro alterado por una de ellas es rectificado por la otra, transmitiéndose así un movimiento uniforme a las ruedas. Esta junta se puede decir que se compone de dos juntas cardán simples que se acoplan entre sí mediante un árbol muy corto. Además posee un dispositivo de centrado constituido por una rótula y una pequeña esfera, de manera que se pueden deslizar a lo largo del árbol conducido.
En el otro extremo del palier, o sea en la unión al diferencial, se acopla otra junta cardán deslizante, o bien en este lado del palier se dispone de una junta deslizante del tipo Glaencer. Esta junta está constituida por un trípode donde se acoplan los rodillos alojados en las ranuras cilíndricas del manguito donde pueden deslizarse. En el interior del trípode se aloja el palier y, en el casquillo, el planetario, resultando una junta homocinética deslizante. El casquillo y el guardapolvos sirven de tapa y cierre del conjunto.
Esta junta es de engrase permanente y se caracteriza por su reducido volumen. Tiene un rendimiento muy elevado y muy poca resistencia al deslizamiento; la junta trípode deslizante Glaencer se comporta homocinéticamente bajo cualquier ángulo, con una gran capacidad para la transmisión de pares y un elevado rendimiento mecánico. A esta junta se le denomina G. I (interior) pues siempre se coloca en el lado del diferencial. 
En los vehículos con tracción delantera se suele acompañar la junta anterior con una junta homocinética Glaenzer-Spicer (G. E, por utilizarse en el lado rueda) o con una junta homocinética de bolas denominada Rzeppa.

### Junta homocinética Rzeppa

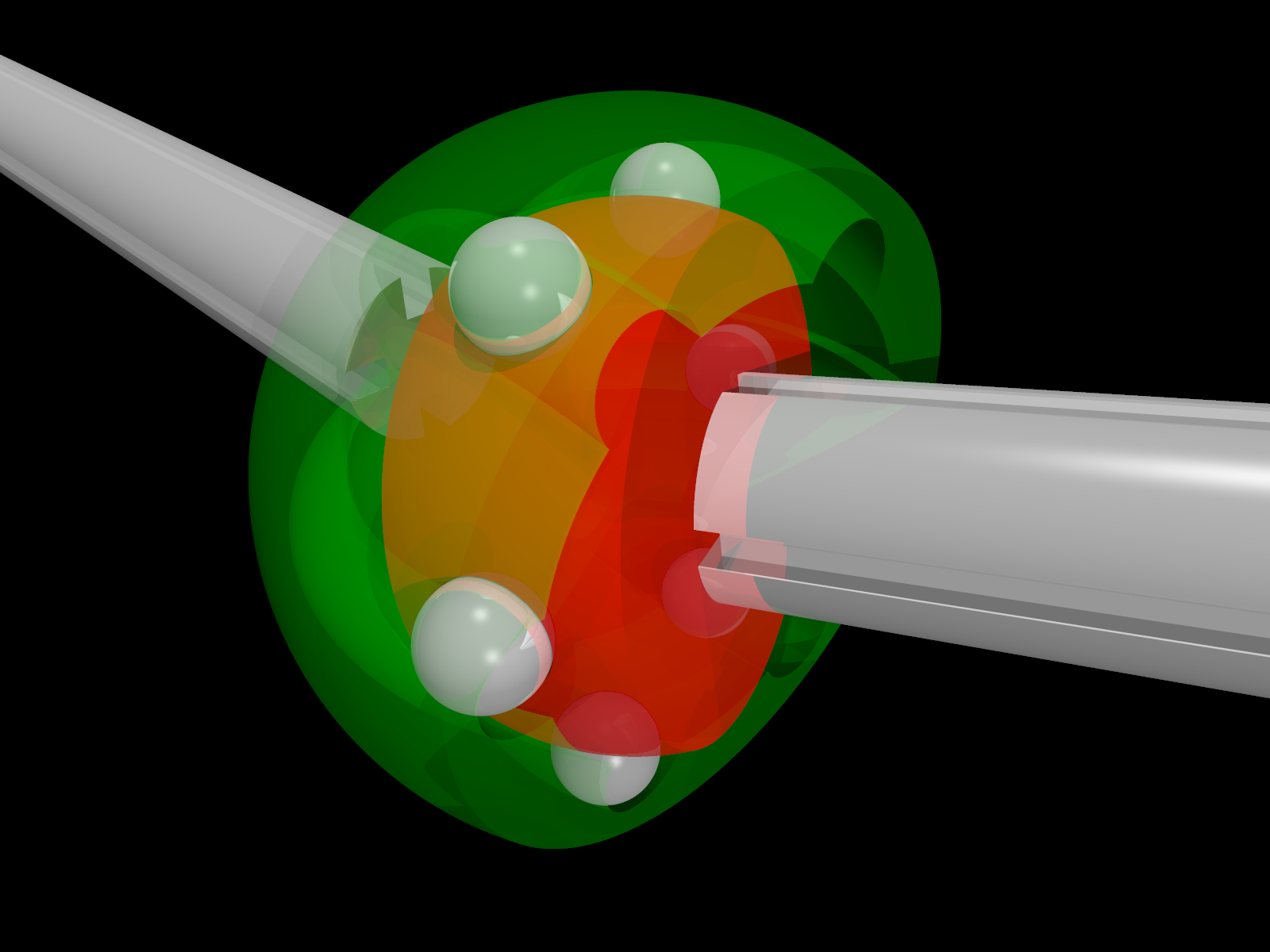
Junta homocinética Rzeppa

La junta del tipo Rzeppa, o más conocida por «junta homocinética de bolas», es la más utilizada hoy en día.[cita requerida] Esta junta suele utilizarse combinada con la Glaenzer trípode deslizante, esta última montada en el lado de la caja de cambios y la junta Rzeppa en el lado de la rueda, pues trabaja perfectamente bajo condiciones de gran angularidad. Debido a la complejidad constructiva de esta junta no se ha impuesto su utilización hasta hace pocos años.
La junta Rzeppa consta de seis bolas que se alojan en una jaula especial o caja de bolas. A su vez, las bolas son solidarias al árbol conductor y al conducido; este acoplamiento se produce debido a que las bolas también se alojan en unas gargantas tóricas, que están espaciadas uniformemente a lo largo de dos piezas, interior y exterior. La pieza exterior, en forma de campana, está unida al árbol conducido, en el lado de la rueda. La pieza interior es el núcleo del eje conductor, eje que, a su vez, se une a la junta homocinética que sale de la caja de cambios.
La disposición de las bolas y las gargantas hace que sean dos bolas las que transmiten el par, mientras que las otras cuatro aseguran el plano bisector. Tras una pequeña rotación, otras dos bolas son las que pasan a transmitir el par, mientras que las dos bolas que acaban de trabajar pasan al lado bisector. Una de las ventajas de la junta Rzeppa es su larga vida, superior generalmente a la del automóvil (esto es en teoría, porque en la práctica vemos muchos automóviles tirados en la carretera debido a la pérdida de la grasa que está en el interior del guardapolvos y que provoca una avería en la junta homocinética). Para proteger la junta de partículas externas y evitar la fuga de grasa lubricante, generalmente se instala una cubierta flexible, hecha de goma, conocida como «guardapolvo». Las grietas o roturas en este guardapolvo permiten la entrada de contaminantes, lo que acelera el desgaste de la junta o incluso puede provocar su fallo completo. Normalmente, la junta está lubricada con grasa que contiene disulfuro de molibdeno.

### Junta homocinética tracta

Junta homocinética tracta

Desarrollada en los años 1920, se trata de una junta sencilla y relativamente fácil de fabricar. Los árboles de entrada y salida incorporan unas horquillas que se acoplan a dos piezas centrales, que hacen el efecto del árbol intermedio de las juntas. Estas dos piezas centrales las denominaremos "nueces" por su enorme parecido con este alimento. Las nueces son macho y hembra, y se acoplan entre sí de manera que los elementos que transmiten el movimiento están siempre en el plano bisector. 
Los ángulos a los que puede trabajar esta junta son importantes; no obstante, cuando alcanzan valores del orden de 45° no permiten la transmisión de pares de elevado valor. La angularidad de la junta viene limitada por la geometría y la resistencia; en esas condiciones surgen movimientos relativos entre las piezas que dan lugar a rozamientos intensos que producen incrementos de temperatura. Ello limitará la vida de la junta, por lo que los pares a transmitir bajo ángulos fuertes tienen que ser más bajos que los que podría transmitir con los árboles conductor y conducido en prolongación uno del otro.